# Siegel Somalilands

Siegel Somalilands

Das Siegel Somalilands – welches de facto unabhängig, aber international nicht als Staat anerkannt und offiziell Teil Somalias ist – zeigt eine Waage im Gleichgewicht, die die Gerechtigkeit zwischen den Somali symbolisiert. Der Adler, der die Waagschalen hält, steht für die Demokratie, zwei Treue Hände für Gleichheit und Freiheit zwischen den Einwohnern Somalilands und der Olivenzweig für Frieden. Der gelbe Hintergrund soll die Schönheit der Kultur und der Menschen Somalilands repräsentieren. Oben ist die islamische Kalligrafie بسم الله الرحمن الرحيم angebracht, die „Im Namen Allahs, des Großzügigsten und Gnädigsten“ bedeutet und für den Islam steht, die wichtigste Religion in Somaliland.